# Lista över ledamöter av Sveriges riksdags första kammare 1908
Ledamöter av Sveriges riksdags första kammare 1908.
Yrkestiteln anger ledamöternas huvudsakliga sysselsättning. Riksdagsarbetet var vid den här tiden inget heltidsjobb. I de fall ledamoten saknar egen sida har födelseår skrivits ut.

## Stockholms stad
- Oscar Almgren, grosshandlare, f. 1842
- Claës Gustaf Adolf Tamm, friherre, f.d. överståthållare, f. 1838
- Ivar Afzelius, ordf. i Lagberedningen, f. 1848
- Sixten Gabriel von Friesen, lektor, fullmäktig i Riksbanken, f. 1847
- Emil Kinander, fullmäktig i Riksgäldskontoret, f. 1860
- Edvard Fränckel, gen.konsul, f. 1836
- Johan Gustaf Richert, professor, f. 1857
- Knut Agathon Wallenberg, bankdirektör
- Ragnar Törnebladh, fullmäktig i Riksbanken

## Stockholms län
- Joachim Beck-Friis, friherre, bruksdisponent, f. 1856
- Oscar Wilhelm Odelberg, disponent, f. 1844
- Gustaf Fredrik Östberg, fullmäktig i Riksgäldskontoret, f. 1847
- John Bernström, direktör, f. 1848
- August Pettersson, kontr.prost, f. 1853

## Uppsala län
- Per Gustaf Tamm, bruksägare, f. 1842
- Johan Fredrik Nyström, lektor, f. 1855
- Otto Strömberg, bruksdisponent, f. 1856
- Fredrik Ridderbjelke, f.d. kapten, f. 1848

## Södermanlands län
- Fredrik von Rosen, greve, överstekammarjunkare, f. 1849
- Axel Fredrik Claesson Wachtmeister, greve, univ.kansler, f. 1855
- Filip August Boström, f. d. landshövding, f. 1843
- Edvard Bohnstedt, hovjägmästare, f. 1840
- Albert Sjöholm, kontraktsprost, f. 1841

## Östergötlands län
- Gustaf Andersson i Kolstad, godsägare, f. 1840
- Johan Gabriel Beck-Friis, friherre, kammarherre, ryttmästare
- Philip Klingspor, greve, hovmarskalk
- Ludvig Douglas, greve, landshövding
- Anders Julius Juhlin, generalpostdirektör
- Herman Fleming, friherre, major, f. 1859
- Gunnar Ekelund, bruksägare, f. 1850

## Norrköpings stad
- Carl Johan Gustaf Swartz, statsråd

## Jönköpings län
- Gustaf Berg, häradshövding
- Hjalmar Palmstierna, friherre, f.d. generalmajor, f. 1836
- Carl von Mentzer, kronofogde, f. 1857
- Arvid Lilliesköld, häradshövding, f. 1849
- Carl August Wennberg, f.d. disponent, f. 1837
- Karl Ekman, assessor, f. 1863

## Kronobergs län
- Charles von Oelreich, landshövding, f. 1839
- Joseph Stephens, bruksägare, f. 1841
- Aaby Ericsson, major, f. 1859
- Carl von Baumgarten, f.d. kapten, f. 1843
- Klas Hugo Bergendahl, borgmästare, f. 1851

## Kalmar län, norra delen
- Albrecht Theodor Odelberg, f.d. landshövding, f. 1847
- Otto Conrad Waldemar Cedercrantz, landshövding, f. 1854
- Knut Tillberg, vice häradshövding, f. 1860

## Kalmar län, södra delen
- Melcher Ekströmer, f.d. kapten, f. 1835
- Carl Birger Hasselrot, häradshövding, f. 1843
- Ossian Berger, häradshövding, f. 1849
- Carl Gustaf Hult, överste, f. 1841

## Gotlands län
- Johan Gustaf Björlin, generalmajor, f. 1845
- Theodor af Ekenstam, häradshövding, f. 1858

## Blekinge län
- Henrik Berggren, disponent, f. 1853
- Hans Hansson Wachtmeister, greve, generaldirektör, f. 1851
- Axel Hansson Wachtmeister, greve, landshövding, f. 1855
- Hugo Hansson Wachtmeister, greve, disponent, f. 1867

## Kristianstads län
- Raoul Hamilton, greve, godsägare, f. 1855
- Louis De Geer, friherre, landshövding, f. 1854
- Louis Ljungberg, hovrättssekreterare, f. 1861
- Johan Gyllenstierna, friherre, major, f. 1857
- James Kennedy, kammarherre, f. 1848
- Troed Troedsson, lantbrukare, f. 1858

## Malmöhus län
- Paul Paulson, lantbrukare, f. 1851
- Werner Gottlob von Schwerin, friherre, godsägare, f. 1851
- Per Olof Liedberg, f. d. ryttmästare, f. 1857
- Per Lundsten, tegelbruksägare, f. 1845
- Nils Trolle, friherre, hovjägmästare, f. 1859
- Pehr Sörensson, kontraktsprost, f. 1841
- Hjalmar Ossian Lindgren, f.d. professor, f. 1837
- Henrik Cavalli, fullmäktiges i Riksgäldskontoret ordförande, f. 1852
- Olof Tonning, lantbrukare, f. 1861
- Carl Oscar Ferdinand Trapp, v. konsul, f. 1847

## Malmö stad
- Johan Dieden, grosshandlare, f. 1840
- Genserik Elias Waldemar Ewerlöf, f.d. överste, f. 1845

## Hallands län
- Adolf von Möller, godsägare, f. 1855
- Carl Henrik Björck, f. d. prov.läkare, f. 1844
- Elis Heüman, kyrkoherde, f. 1859
- Ludvig Danström, f. d. redaktör, f. 1853

## Göteborgs och Bohus län
- Lars Åkerhielm, friherre, president, f. 1846
- Carl Ludvig Hippolit Nyström, med. o. fil.dr, f. 1839
- Alexis Hammarström, byråchef, f. 1858
- Pontus Fahlbeck, e.o. professor, f. 1850
- Gustaf Otto Robert Lagerbring, friherre, landshövding, f. 1847
- Eric Hallin, f.d. förste sekreterare, f. 1870

## Göteborgs stad
- Erik Wijk, grosshandlare, f. 1836
- Pehr Sigfrid Wieselgren, gen.direktör, f. 1843
- Gustaf Boman, fabrikör, f. 1861
- August Wijkander, professor, f. 1849

## Älvsborgs län
- Leonard Grundberg, f.d. lasarettsläkare, f. 1842
- Johan Alfred Sandwall, fabriksidkare, f. 1839
- Edvin Håkansson, ingenjör, f. 1859
- Per Emanuel Lithander, grosshandlare, f. 1835
- Volrath Berg, ingenjör, f. 1855
- Axel Hedenlund, bankdirektör, f. 1859
- August Bellinder, lektor, f. 1845
- Gottfrid Billing, biskop, f. 1841

## Skaraborgs län
- August Fredrik Weinberg, godsägare, f. 1848
- Ivar Wijk, godsägare, f. 1841
- Cornelius Sjöcrona, f.d. landshövding, f. 1835
- Karl Friman, disponent, f. 1846
- Carl Klingspor, friherre, hovmarskalk, f. 1847
- Knut Åkerberg, godsägare, f. 1853
- Gustaf Barthelson, överjägmästare, f. 1854

## Värmlands län
- Henrik Falkenberg, friherre, kapten, f. 1860
- Teofron Säve, f.d. lektor, f. 1842
- Anders Richard Åkerman, f.d. gen.direktör, f. 1837
- Edvard Montgomery, bruksägare, f. 1852
- Fredrik Wester, ingenjör, f. 1845
- Gottfrid Olsén, fabriksidkare, f. 1848
- Albert Bergström, bruksägare, f. 1847

## Örebro län
- Johan Theodor Gripenstedt, friherre, f.d. ryttmästare, f. 1851
- Herman Behm, godsägare, f. 1842
- Knut Bohnstedt, f. d. ryttmästare, f. 1841
- Per Magnus Carlberg, bruksägare, f. 1846
- Frans Bæckström, tf. domänintendent, f. 1849
- Lars Larsson i Bredsjö, bruksägare, f. 1842

## Västmanlands län
- Gustaf Benedicks, bruksägare, f. 1848
- Erik Lewenhaupt, greve, godsägare, f. 1849
- Samuel Clason, professor, f. 1867
- Alexander Hugo Hamilton, greve, godsägare, f. 1855

## Kopparbergs län
- Gustaf Ros, godsägare, f. 1852
- Hugo Blomberg, professor, f. 1850
- Lorents Petersson, kontr.prost, f. 1849
- Oskar Herdin, direktör, f. 1857
- Ernst Trygger, f.d. justitieråd, f. 1857
- Lars Emil Gezelius, vice häradshövding, f. 1864

## Gävleborgs län
- Christian Lundeberg, bruksägare, f. 1842
- Olof Jonsson, fullmäktig i Riksbanken, f. 1839
- H. exc. Arvid Lindman, statsminister
- Victor Folin, disponent, f. 1850
- Robert Almström, fabriksidkare, f. 1834
- Tord Magnuson, disponent, f. 1851

## Gefle stad
- Hugo Erik Gustaf Hamilton, greve, statsråd, f. 1849

## Västernorrlands län
- Carl David Uppström, häradshövding, f. 1846
- Erik Hägglund, kronolänsman, f. 1854
- Erik August Enhörning, disponent, f. 1860
- Frans Albert Anderson, f.d. gen.direktör
- Gustaf Rudebeck, landshövding, f. 1842
- Hugo Fahlén, auditör, f. 1865
- Gustaf Sparre, greve, godsägare, f. 1834

## Jämtlands län
- Olof Björklund, godsägare, f. 1849
- Isidor von Stapelmohr, borgmästare, f. 1849
- Carl Skytte, överste, f. 1850

## Västerbottens län
- Edvard Kinberg, f.d. byråchef, f. 1839
- Jakob Berlin, f.d. sekreterare, f. 1841
- Oscar Bremberg, jägmästare, f. 1846
- Herman Rogberg, häradshövding, f. 1865

## Norrbottens län
- Knut Gillis Bildt, generalmajor, f. 1854
- Lars Berg, generaldirektör, f. 1838
- Emil Berggren, lantbruksingenjör, f. 1855
- Carl Oscar Taube, greve, f.d. distriktschef, f. 1843